# Richard Hawley Tucker
Richard Hawley Tucker (29 de octubre de 1859 – 31 de marzo de 1952) fue un astrónomo estadounidense.

## Semblanza
Tucker nació en Wiscasset (Maine),  en el seno de una familia de armadores y marinos. Después de una breve estadía embarcado a los 14 años de edad, ingresó en la Universidad de Lehigh para estudiar ingeniería civil, pero se interesó por la astronomía, graduándose en esta especialidad en 1879. Consiguió un trabajo en el Observatorio Dudley, donde permaneció durante cuatro años, trabajando esporádicamente con el Servicio Cartográfico Costero de los Estados Unidos.
En 1883 pasó a ser instructor de matemáticas y astronomía en la Universidad de Lehigh. Un año más tarde aceptó un puesto en el Observatorio Nacional Argentino, donde colaboró en un catálogo del cielo nocturno del cono sur. Nueve años después volvió a los Estados Unidos, incorporándose al personal del Observatorio Lick en 1893, donde trabajó hasta 1908 operando el programa del Círculo Meridiano para tomar medidas precisas de posiciones estelares.
En 1908 viajó a San Luis (Argentina) formando parte de una expedición para medir las posiciones de estrellas en el firmamento del hemisferio sur para ser incorporadas al catálogo del Observatorio Dudley. Durante esta segunda estancia en Argentina, realizó 20.800 observaciones de estrellas.
Tras reincorporarse al Observatorio Lick, en 1914 se casó con Ruth Standen, secretaria en el observatorio. Siguió trabajando en el observatorio hasta que se retiró en 1926, pasando a ser astrónomo emérito. Durante su jubilación residió en Palo Alto, California.
A lo largo de su carrera publicó cincuenta y tres artículos científicos. Fue sobrevivido por su mujer, dos hijas y un nieto.

## Premios y honores
- Doctor Honorario en Ciencias por la Universidad de Lehigh (1922).
- El cráter lunar Tucker lleva este nombre en su memoria.[2]